# ࢭ
ࢭ حرف من الحروف الإضافية في الأبجدية العربية. يضاف هذا الحرف إلى الأبجدية العربية لترجمة بعض الأحرف الأجنبية ترجمة صوتية.

## الكتابة
| الموقع من الكلمة: | معزول | بدائي  | وسطي   | نهائي  |
| ----------------- | ----- | ------ | ------ | ------ |
| شكل الحرف:        | ࢭ     | (none) | (none) | (none) |